# Lennart Larsson (piłkarz)
Lennart Larsson (ur. 9 lipca 1953) – szwedzki piłkarz występujący na pozycji pomocnika.

## Kariera klubowa
Larsson zawodową karierę rozpoczynał w 1976 roku w klubie Halmstads BK. W tym samym roku zdobył z klubem mistrzostwo Niemiec. W 1977 roku przeszedł do niemieckiego FC Schalke 04. W Bundeslidze zadebiutował 17 grudnia 1977 w przegranym 0:3 meczu z Eintrachtem Frankfurt. 21 stycznia 1978 w wygranym 4:1 spotkaniu z FC St. Pauli strzelił pierwszego gola w trakcie gry w Bundeslidze. W Schalke Larsson spędził dwa sezony. W tym czasie zagrał tam w 26 ligowych meczach i zdobył 3 bramki. W 1979 roku powrócił do Halmstads BK. W tym samym roku zdobył z nim mistrzostwo Szwecji. W 1982 roku zakończył karierę.

## Kariera reprezentacyjna
W reprezentacji Szwecji Larsson zadebiutował 11 sierpnia 1976 w wygranym 6:0 towarzyskim meczu z Finlandią. W 1978 roku został powołany do kadry na Mistrzostwa Świata. Zagrał na nich we wszystkich trzech meczach swojej drużyny - z Brazylią (1:1), Austrią (0:1) i Hiszpanią (0:1). Z tamtego turnieju Szwedzi odpadli po fazie grupowej. W latach 1976–1981 w drużynie narodowej Larsson rozegrał w sumie 26 spotkań i zdobył 4 bramki.